# 교황 젤라시오 1세
교황 젤라시오 1세(라틴어: Gelasius PP. I, 이탈리아어: Papa Gelasio I)는 제49대 교황(재위: 492년 3월 1일 - 496년 11월 21일)이다. 현재까지 북아프리카 태생으로 교황이 된 세 번째이자 마지막 교황이라고도 전해지며, 고대 후기에서 중세 초기로 넘어가는 전환기에 뛰어난 문체를 통해 명성을 날린 문필가로서, 특히 교황 펠릭스 3세가 쓴 서신의 초안을 집필하기도 하였다. 교황으로서는 서방 교회와 동방 교회 간에 긴장이 고조되는 와중에도 교황의 권위를 강조하고 정통 신앙을 강력하게 수호한 것으로 평가받고 있다. 사후 성인으로 시성되었으며, 축일은 11월 21일이다.

## 출생지
젤라시오 1세는 발레시우스의 아들로서 그의 출생지에 대해서는 몇 가지 이견이 있다. 《교황 연대표》에서는 그를 ‘아프리카 태생(natione Afer)’이라고 기록한 반면에, 젤라시오 1세 본인은 동로마 제국의 황제 아나스타시우스 1세에게 보낸 서신에서 자신을 ‘로마 태생(Romanus natus)’이라고 언급했기 때문이다. 일각에서는 이 문구를 반달족의 침입이 있기 전까지는 서로마 제국의 영역이었던 아프리카 속주에서 태어났기 때문에 그렇게 쓴 것이라고 주장하기도 한다.

## 아카키우스 분열
젤라시오 1세는 492년 3월 1일 교황으로 선출되어 즉위하였다. 그는 전임 교황 펠릭스 3세와 마찬가지로 동로마 제국 황제 및 콘스탄티노폴리스 총대주교와의 싸움을 이어갔다. 게다가 그는 주위의 반대를 무릅쓰고 콘스탄티노폴리스 총대주교였던 아카키우스의 이름을 디프티카에서 제거할 것을 촉구하는 강경한 입장을 밝히면서 상황은 더 악화일로를 걷게 되었다. 콘스탄티노폴리스 총대주교이자 정통 신앙을 가졌던 에페미우스는 교황과의 관계를 회복하려고 했지만, 이와 같은 교황의 요구를 받아들이지 않아 교섭은 깨지고 말았다.
로마의 관점에서 볼 때, 콘스탄티노폴리스와의 분열은 불가피한 것이었다. 왜냐하면 예수 그리스도에게는 오직 신성(神性)만이 있었을 뿐, 인성(人性)은 없었다는 주장(단성설)은 이단적인 주장으로서 도저히 받아들일 수가 없었기 때문이었다. 젤라시오 1세는 자신의 저서 《그리스도 안의 두 가지 본성》(De duabus in Christo naturis)에서 이 점을 분명하게 밝혔다.
아카키우스 분열 기간 동안에 젤라시오 1세는 교황의 수위권을 강조하기 위해 교황은 사도 베드로를 계승했다는 주장을 근거 삼아 서방 교회와 동방 교회를 통틀어 교회 전체가 교황의 통치를 받는다는 교황 지상권을 주장함으로써 후임 교황들에게 모범이 되었다.
한편 동로마 제국에서는 제논 황제에 이어 아나스타시우스 1세가 등극하여 테오도릭 대왕과의 관계를 정상화시키면서 로마 교회와 좋은 관계를 맺는 것이 이익이 된다는 판단하에 이탈리아에서 온 사신들을 통하여 등극 이후 로마 교회로부터 아무런 예우도 받지 못했다고 간접적으로 로마 교회에 전하게 했다.
494년 젤라시오 1세는 아나스타시우스 1세 황제에게 교회와 국가 사이의 관계를 주제로 《두 권력》(Duo sunt)이라고 알려진 서한을 써서 보냈다. 젤라시오 1세는 정중하고도 강경한 문구로 두 권력(교권과 속권)의 존재를 분명히 하였다. 이 서한은 교권과 속권의 속성을 규정한 것으로 해석되고 있다.
그의 주장에 따르면, 세상의 통치에는 두 가지 구별되는 권력이 있다. 이 세상을 다스리는 황제의 권력(속권)과 교황의 신성한 권위(교권)이다. 두 권력 모두 그 기원에 있어서는 신성한 원천, 즉 하느님으로부터 기인한다. 더불어 두 권력은 각기 고유한 영역에서는 서로 독립적이고, 서로에게 종속되지 않는다. 젤라시오 1세는 “영적 권력은 세상의 권력으로부터 완벽하게 독립적”이라고 함으로써, 국가 권력에 대한 교회의 입장을 선언한 것이다. 
따라서 교권을 지닌 자들은 시민의 한 사람으로서 국가법에 종속되는 동시에 영적 생활은 교권에 의해 지도되고, 이 세상 통치자들은 영적 생활에 관련된 것에서는 평신도로서 교회의 가르침에 순명해야 한다. 그의 주장은 인간의 영적 생활은 모두 교권의 지도를 받아야 하고, 따라서 교력은 속권보다 상위의 것으로, 국가 권력이 영적 생활까지 간섭하며 침해하는 행위를 중지하라는 묵시적 시사였다. 이는 중세기의 종교적·정치적 이상을 위한 의미 있는 출발이었다.
아울러 로마 시노드를 소집하여 교회 재산의 수입이 네 가지 목적(주교, 사제, 극빈자, 교회 유지)을 위하여 분배되어야 한다고 결정했다. 로마 교구의 사목권 아래 있는 모든 주교는 주교 성성일에 이를 의무조항으로 서약하기로 하였고, 다른 교회들도 이와 비슷한 규정을 도입하였다.

## 이교 풍습 금지
로마에서 이교 사상의 마지막 잔재까지 없애고자 한 젤라시오 1세는 마침내 고대 로마 시대 이후로 오랫동안 지내왔던 루페르칼리아 축제를 금지시켰다. 그는 루페르칼리아 축제를 지속시키려고 시도한 원로원 의원 안드로마쿠스에게 그를 책망하는 내용의 서한을 써서 보냈다. 이 서한을 보면 부수적으로 루페르칼리아 축제의 일부 내용이 세세하게 담겨져 있어, 역사적으로도 귀중한 자료이기도 하다. 역설적이게도 젤라시오 1세에 의해 루페르칼리아 축제가 사라졌지만, 동시에 오늘날 그가 남긴 서한을 통해 당시 축제의 성격(다산과 정결 의식)에 대해 조금이나마 알 수 있게 된 셈이다. 의미심장하게도 이 축제의 이름은 정화를 뜻하는 라틴어 페브루아레(februare)에서 유래하였는데, 이 단어에서 영어로 2월을 뜻하는 단어 페브러리(February)가 탄생했다. 또한, 루페르칼리아 축제가 금지된 대신에 예수 성탄 대축일로부터 40일 후인 2월 2일에 성모 마리아가 아기 예수를 성전에 봉헌한 것을 기념하는 주님 봉헌 축일을 지내게 되었다.
또한, 마니교의 책들은 모두 찾아내어 산타 마리아 마조레 대성전 입구에서 소각해 버렸다.
짧지만 파란만장한 재위기간을 보낸 젤라시오 1세는 496년 11월 19일에 선종하였다. 사후 성인으로 시성된 그의 축일은 그의 시신이 매장된 11월 21일로 지정되었다.

## 저술
젤라시오 1세는 초기 교황들 중에서 많은 글을 쓴 축에 속한다. 젤라시오 1세의 서한과 논문들은 오랫동안 중요한 자료로 남아 바티칸에 엄중히 보존되어 있다. 특히 교황의 수위권을 동방 주교들에게 설명하는 것을 포함하여 서방 교회들의 규정들을 묶은 서한집과 칙령집이 유명하여 이 시대를 ‘젤라시오 르네상스’라고도 일컫는다. 오늘날 젤라시오 1세의 보수적인 라틴어 문체는 고대 후기와 중세 초기의 문체에 지대한 영향을 끼친 것으로 평가받는다.

### 젤라시오 교령
《젤라시오 교령》(Decretum Gelasianum)은 젤라시오 1세의 대표적인 저술로서 ‘공인받은 책과 공인받지 못한 책’(de libris recipiendis et non recipiendis)의 목록, 즉 정통 기독교 신앙에 대한 위협 속에서 젤라시오 1세가 성경의 정경과 위경을 구분한 교령이다. 따라서 성경의 정경 목록은 통상적으로 젤라시오 1세에 의해 고정된 것이라고 말할 수 있다.

### 젤라시오 성무집전서
《젤라시오 성무집전서》라고도 불리는 《로마 교회 성무집전서》(Liber sacramentorum Romanae ecclesiae)는 사실은 메로빙거 왕조 시대에 작성된 가톨릭 전례서이다. 가톨릭 전승에 따르면, 젤라시오 1세 본인이 직접 집필한 전례서에 담긴 로마 관습을 훗날 메로빙거 교회가 갈리아 관습까지 포함시켜 전례서를 새로이 펴낸 것이라고 전해진다.

## 같이 보기
- 교황 목록